# Bibi Fricotin
Bibi Fricotin è un personaggio immaginario protagonista di una omonima serie a fumetti ideata da Louis Forton ed esordita nel 1924 in Francia. Viene considerata uno dei capolavori e dei capisaldi del fumetto francese. La serie di volumi venne realizzata fino al 1988 e conta 122 numeri.

## Storia editoriale
La serie venne ideata da Louis Forton nel 1924, esordendo il 5 ottobre su Le Petit Illustré; venne realizzato da Forton fino al 1934, anno della sua morte; successivamente venne proseguito da Gaston Callaud fino allo scoppio della Seconda Guerra Mondiale nel 1940. Venne riprese nel 1947 dal disegnatore Pierre Lacroix, ex assistente di Forton, che la realizzò fino alla conclusione nel 1988. Le sceneggiature, alle quali probabilmente collaborò lo stesso Lacroix, furono scritte prevalentemente da Montaubert , Maric e Lortac; negli anni ottanta vennero scritte da André Manguin.
Le storie vennero pubblicate dal 1949 al 1951 su il Journal des Pieds Nickelés, dal 1955 al 1964 su Jeunesse Joyeuse; dal 1965 al 1976 su Le Journal de Bibi Fricotin edita da Société Parissienne d'Édition e, dal 1976 al 1979, su The Nickel Foot Magazine. Dal 1928 al 1988 vennero prodotti 121 volumi che hanno raccoloto le varie storie della serie; successivamente ne è stata pubblicata una edizione integrale dalla casa editrice Vents d'Ouest. Successivamente André Manguin e il disegnatore Claude Turier hanno realizzato nel 2010 un nuovo volume, "Bibi Fricotin et les Sumos" per le Éditions Aarsinoë e, nel 2014, un secondo volume, realizzato dal nipote di Forton, Gérald Forton, con Stephan Borrero, edito da Éditions Joe.

## Elenco dei volumi
Disegnati da Louis Forton fino al n. 7; da Gaston Callaud dal n. 8 al 12; da Pierre Lacroix dal 13 al 122.
1. La vocation de Bibi Fricotin (1928)
2. Bibi Fricotin fait des farces (1928)
3. Bibi Fricotin fait le tour du monde  (1930)
4. Bibi Fricotin boit l'obstacle (1931)
5. Bibi triomphe (1933)
6. Bibi Fricotin détective (1934)
7. Bibi Fricotin roi des débrouillards  (1935)
8. Bibi Fricotin au Pôle Nord (1936)
9. Bibi Fricotin contre Dédé Tapdur (1937)
10. Bibi Fricotin grande vedette (1938)
11. Bibi Fricotin chez les Chinois (1940)
12. Bibi Fricotin globe-trotter (1941)
13. Bibi Fricotin n'a peur de rien (1947)  sceneggiatura di Corrald
14. Bibi Fricotin fait du cinéma (1948)  sceneggiatura di René Lortac
15. Bibi Fricotin aux Jeux Olympiques (1948)  sceneggiatura di Debois
16. Bibi Fricotin sur le « Black Bird »  (1948) sceneggiatura di Debois
17. Bibi Fricotin inventeur (1949) sceneggiatura di René Lortac
18. Bibi Fricotin roi de la publicité (1949)  sceneggiatura di René Lortac
19. Bibi Fricotin jockey (1950)
20. Bibi Fricotin aviateur (1950) sceneggiatura di Debois
21. Bibi Fricotin président de Bibiville  (1950) sceneggiatura di Debois
22. Bibi Fricotin cowboy (1950)
23. Bibi Fricotin nouveau Robinson (1951)  sceneggiatura di Debois
24. Bibi Fricotin chercheur d'or (1951)  sceneggiatura di Roland de Montaubert
25. Bibi Fricotin policier (1952) sceneggiatura di Roland de Montaubert
26. Bibi Fricotin et le diamant vert (1952)  sceneggiatura di René Lortac
27. Bibi Fricotin et les faux tableaux (1953)  sceneggiatura di René Lortac
28. Bibi Fricotin et le testament mystérieux  (1953) sceneggiatura di René Lortac
29. Bibi Fricotin et le bathyscaphe (1953)  sceneggiatura di René Lortac
30. Bibi Fricotin et l'invention du Buldoflorin (1954)
31. Bibi Fricotin roi du scooter (1955)  sceneggiatura di René Lortac
32. Bibi Fricotin pilote d'essais (1956)  sceneggiatura di René Lortac
33. Bibi Fricotin et le supertempostat (1956)  sceneggiatura di René Lortac
34. Bibi Fricotin chez les Incas (1956)  sceneggiatura di Roland de Montaubert
35. Bibi Fricotin As du Far-west (1956)  sceneggiatura di Roland de Montaubert
36. Bibi Fricotin roi des camelots (1956)  sceneggiatura di Roland de Montaubert
37. Bibi Fricotin chasseur de fauves (1956)  sceneggiatura di René Lortac
38. Bibi Fricotin contre les kidnappeurs  (1957) sceneggiatura di Roland de Montaubert
39. Bibi Fricotin champion du système D  (1957) sceneggiatura di Roland de Montaubert
40. Bibi Fricotin et l'homme aux cheveux rouges (1958) sceneggiatura di Raymond Maric
41. Bibi Fricotin et le frigo mondial (1958)
42. Bibi Fricotin et les lunettes à lire la pensée (1958) sceneggiatura di René Lortac
43. Bibi Fricotin naufragé volontaire (1958)  sceneggiatura di René Lortac
44. Bibi Fricotin et la statuette ensorcelée  (1958) sceneggiatura di Roland de Montaubert
45. Bibi Fricotin et les soucoupes volantes  (1959)
46. Bibi Fricotin et les martiens (1959)  sceneggiatura di René Lortac
47. Bibi Fricotin contre l'homme masqué  (1959) sceneggiatura di Raymond Maric
48. Bibi Fricotin et le satellite artificiel  (1960)
49. Bibi Fricotin As du volant (1960)  sceneggiatura di René Lortac
50. Bibi Fricotin en plein mystère (1961)  sceneggiatura di Raymond Maric
51. Bibi Fricotin chasse le Yéti (1961)  sceneggiatura di René Lortac
52. Bibi Fricotin à Hassi Messaoud (1962)  sceneggiatura di Raymond Maric
53. Bibi Fricotin et le secret de la momie  (1962) sceneggiatura di Roland de Montaubert
54. Bibi Fricotin et le Nautilus (1962)  sceneggiatura di René Lortac
55. Bibi Fricotin sème le bonheur (1962)
56. Bibi Fricotin chez les Aztèques (1962)  sceneggiatura di Raymond Maric
57. Bibi Fricotin et le dernier des Mohicans  (1962) sceneggiatura di Roland de Montaubert
58. Bibi Fricotin roi du karting (1962)  sceneggiatura di Raymond Maric
59. La surprenante croisière de Bibi Fricotin  (1963) sceneggiatura di Raymond Maric
60. Bibi Fricotin et la machine KB x Z2  (1963)
61. Bibi Fricotin spéléologue (1963) sceneggiatura di Raymond Maric
62. Bibi Fricotin en l'an 3000 (1963)  sceneggiatura di René Lortac
63. Bibi Fricotin découvre l'Atlantide (1963)  sceneggiatura di René Lortac
64. Bibi Fricotin reporter (1963) sceneggiatura di René Lortac
65. Bibi Fricotin chez les chevaliers de la Table Ronde (1963) sceneggiatura di Raymond Maric
66. Bibi Fricotin a du flair
67. Bibi Fricotin et son ami Kryk (1964)  sceneggiatura di Roland de Montaubert
68. Bibi Fricotin aux jeux olympiques (1964)  sceneggiatura di Roland de Montaubert
69. Bibi Fricotin forain (1965) sceneggiatura di Roland de Montaubert
70. Bibi Fricotin et la pipe royale (1965)  sceneggiatura di Roland de Montaubert
71. Les enquêtes de Bibi Fricotin (1966)
72. Bibi Fricotin campeur (1967) sceneggiatura di Roland de Montaubert, Jacques Veissid
73. Bibi Fricotin déménageur (1967) sceneggiatura di Roland de Montaubert, Jacques Veissid
74. Bibi Fricotin super vendeur (1968)  sceneggiatura di Roland de Montaubert, Jacques Veissid
75. Bibi Fricotin et ses 36 métiers (1968)  sceneggiatura di René Lortac
76. Bibi Fricotin inspecteur de police (1968)  sceneggiatura di Roland de Montaubert
77. Bibi Fricotin comédien errant (1969)  sceneggiatura di René Lortac
78. Bibi Fricotin as de la vente (1969)  sceneggiatura di Jacques Veissid
79. Bibi Fricotin garçon de café (1970)  sceneggiatura di Jacques Veissid
80. Bibi Fricotin roi de la plage (1970)  sceneggiatura di Roland de Montaubert
81. Bibi Fricotin clerc d'huissier (1971)  sceneggiatura di Jacques Veissid
82. Bibi Fricotin en vacances (1971) sceneggiatura di Jacques Veissid
83. Bibi Fricotin à la pêche (1971) sceneggiatura di Raymond Maric
84. Bibi Fricotin colporteur (1972) sceneggiatura di Jacques Veissid
85. Bibi Fricotin antiquaire (1972) sceneggiatura di Roland de Montaubert
86. Bibi Fricotin plombier (1973) sceneggiatura di Roland de Montaubert
87. Bibi Fricotin pilote privé (1973)  sceneggiatura di Patrice Valli
88. Bibi Fricotin contre les braconniers  (1973) sceneggiatura di Roland de Montaubert
89. Bibi Fricotin en Amérique du Sud (1974)  sceneggiatura di Roland de Montaubert
90. Bibi Fricotin pâtissier (1974) sceneggiatura di Pateloux
91. Bibi Fricotin en Inde (1974), sceneggiatura di Raymond Maric
92. Bibi Fricotin et le corbeau (1975)
93. Bibi Fricotin protège la nature (1975)  sceneggiatura di Raymond Maric
94. Bibi Fricotin une brosse au poil (1975)  sceneggiatura di Raymond Maric
95. Bibi Fricotin contre Grandemonio (1975)  sceneggiatura di Charles Ewald
96. Bibi Fricotin et l'aile volante (1976)  sceneggiatura di Roland de Montaubert
97. Bibi Fricotin en Australie (1976)  sceneggiatura di Pierre Florent
98. Les astuces de Bibi Fricotin (1976)  sceneggiatura di Roland de Montaubert
99. Bibi Fricotin en Laponie (1976) sceneggiatura di Roland de Montaubert
100. Bibi Fricotin et les inventions du professeur Radar (1976) sceneggiatura di Raymond Maric
101. Bibi Fricotin à Londres (1976) sceneggiatura di Roland de Montaubert
102. L'enquête éclair (1976) sceneggiatura di Raymond Maric
103. Bibi Fricotin au supermarché (1977)  sceneggiatura di Roland de Montaubert
104. Bibi Fricotin Contre Ya (1977) sceneggiatura di Roland de Montaubert
105. Bibi Fricotin Mousquetaire (1977)  sceneggiatura di Roland de Montaubert
106. L'homme perdu (1978) sceneggiatura di Janoti
107. Bibi Fricotin et Razibus font du sport  (1978)
108. Les exploits de Bibi Fricotin (1979)
109. Bibi Fricotin et Razibus font des blagues  (1979) sceneggiatura di Raymond Maric
110. Un repos mérité (1980) sceneggiatura di Janoti
111. Bibi Fricotin connait la musique (1980)  sceneggiatura di Janoti
112. Bibi Fricotin et son supermaran (1980)  sceneggiatura di Roland de Montaubert
113. Bibi Fricotin contre superbig (1980)  sceneggiatura di Janoti
114. Bibi Fricotin et le monstre du Loch Ness  (1981)
115. Bibi Fricotin en Alaska (1983) sceneggiatura di Roland de Montaubert
116. Bibi Fricotin et les U.L.M. (1984)  sceneggiatura di Roland de Montaubert
117. Bibi Fricotin roi du tennis-food (1984)  sceneggiatura di André Manguin
118. Le tour de France a disparu (1985)  sceneggiatura di Manguin
119. Bibi Fricotin au carnaval de Rio (1986)  sceneggiatura di Manguin
120. Bibi Fricotin fait du jogging (1987)  sceneggiatura di Manguin
121. roi de l'illusion (1988) sceneggiatura di Manguin
122. Razibus a disparu (1988) sceneggiatura di Jean-Paul Tibéri

## Personaggio
L'omonimo protagonista della serie è uno ragazzo molto pigro che lavora inizialmente nella fattoria di suo zio Isidoro dove si diverte a giocare scherzi a chiunque. Subì però una rapida evoluzione diventando un ragazzo più intraprendente e pieno di risorse, che vice avventure esotiche in tutto il mondo. Si unì a un circo, girò il mondo e lavorò come giornalista e detective, oltre a altre svariate professioni. Al protagonista venne affiancato nel 1950 Razibus Zouzou, un ragazzo nero. Personaggi ricorrenti sono il professor Radar e l'ispettore Martin.

## Trasposizioni in altri media
- Bibi Fricotin, regia di Marcel Blistène (1951)[3]